# Makromastie

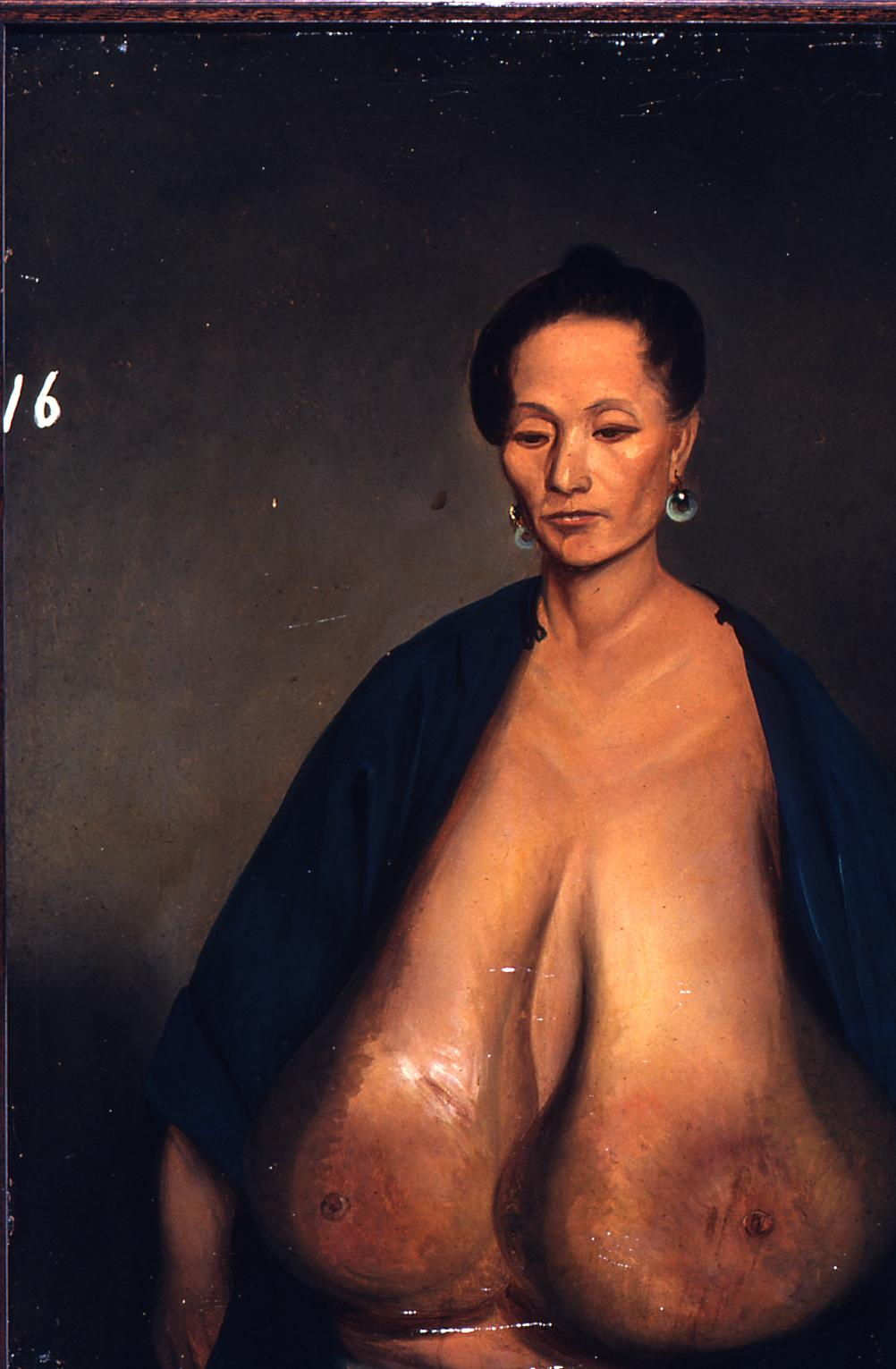
Gigantomastie, Gemälde von 1848

Unter Makromastie, auch Megalomastie, Mammahypertrophie oder Hypermastie genannt, versteht man übermäßig groß gewachsene Brüste bei Frauen. Die noch als normal angesehene Größe richtet sich nach den individuellen Körperproportionen und dem Selbstbild der Betroffenen. Ein sehr ausgeprägter Befund kann mit Gigantomastie bezeichnet werden, z. B. wenn das Gewebe mehr als 1,5 kg pro Seite wiegt. Durchschnittlich wiegt eine Brust bei nicht stillenden Frauen 150–400 g.

## Ursachen
Echte Makromastien können sich während der Pubertät zwischen dem 11. und 16. Lebensjahr entwickeln, vermutlich aufgrund vermehrter Hormonproduktion oder -empfindlichkeit (Pubertätsmastopathie, virginelle Mastopathie). Dabei wachsen das Drüsengewebe und das Binde- und Stützgewebe gemeinsam; die feingewebliche Struktur ist normal. Vor der Pubertät einsetzendes Brustwachstum kann ein Symptom der Pubertas praecox sein, die wiederum von verschiedenen Hormonstörungen ausgelöst wird.

## Behandlung
Die Behandlung ist in der Regel zunächst medikamentös, ggf. verbunden mit allgemein gewichtsreduzierenden Maßnahmen. Falls die Wirkung nicht ausreicht, ist eine operative Verkleinerung der Brüste möglich (Reduktionsplastik). Eine Brustverkleinerung, auch Mammareduktion genannt, kann Frauen ab dem 15.–16. Lebensjahr angeboten werden. In Deutschland übernehmen die gesetzlichen Krankenkassen die Kosten nur, wenn eine „objektivierbare Erkrankung“ vorliegt, was im Zweifelsfall durch Gutachten belegt werden muss. Ein Richtwert sind mindestens 500 g zu entfernendes Gewicht pro Seite. Andere Gutachter legen 1500 g Gesamtgewicht zugrunde, oder 2 % des Körpergewichts. Orientierung am Schmerzbild oder Patientenwunsch wird als zu subjektiv abgelehnt. Insgesamt ist die Beurteilungssituation inkonsistent.